# Tomáš Pulpán
Tomáš Pulpán (* 6. srpen 1994, Hradec Králové) je český hokejový útočník.

## Kluby podle sezon
- 2004-2005 HC VČE Hradec Králové
- 2005-2006 HC VČE Hradec Králové
- 2006-2007 HC VČE Hradec Králové
- 2007-2008 HC VCES Hradec Králové
- 2008-2009 HC VCES Hradec Králové
- 2009-2010 HC VCES Hradec Králové
- 2010-2011 HC VCES Hradec Králové
- 2011-2012 HC VCES Hradec Králové
- 2012-2013 Královští lvi Hradec Králové